# Mix (манга)
Mix — манга авторства Мицуру Адати, выпускающаяся в журнале Monthly Shounen Sunday издательства Shogakukan с 12 мая 2012 года. Является сиквелом другой манги Адати Touch и описывает события, произошедшие тридцать лет спустя после окончания сюжетной линии оригинала. По состоянию на август 2018 года общий тираж в Японии превысил 7,5 миллионов экземпляров.
2 августа 2018 года было объявлено о создании аниме-адаптации работы, которая была доверена студии OLM. Режиссёром был назначен Одахиро Ватанабэ, в качестве сценариста был утверждён Ацухиро Томиока, ранее известный по сериалам Ace Attorney и Inazuma Eleven. Музыкальное сопровождение картины было написано композитором Норихито Сумитомо. Открывающая композиция «Equal» была исполнена j-rock-группой sumika, закрывающая «Kimi ni Todoku Made» — Little Glee Monster. Премьера сериала состоялась 6 апреля 2019 года на различных телеканалах Японии.

## Сюжет
Братья Тома и Соитиро Татибана игроют в бейсбол за юношескую команду школы Мэйсэй и мечтают вывести её на чемпионат Косиэн. В последний раз эта команда добиралась до столь высокой стадии национального первенства тридцать лет назад, и Тома с Соитиро грезят повторить этот результат. Начинание братьев поддерживает их младшая сестра Отоми, которая поступила в Мэйсэй в этом учебном году. Появившись в команде, братья обнаруживают, что тренер намеренно придерживает их ради того, чтобы на позиции питчера продолжал играть наследник одного из богатых кланов, а также не стремится к какому-то прогрессу для молодых игроков.

## Главные герои
Тома Татибана (яп. 立花 投馬 Татибана То:ма)
Сэйю: Юки Кадзи
Соитиро Татибана (яп. 立花 走一郎 Татибана Со:итиро:)
Сэйю: Юма Утида
Отоми Татибана (яп. 立花 音美 Татибана Отоми)
Сэйю: Маая Утида

## Критика
Аниме-адаптация манги получила сдержанные оценки от критиков интернет-портала Anime News Network, проводивших параллели с другими экранизациями работ Мицуру Адати — Cross Game и Touch. На взгляд Терона Мартина, эти работы имели настолько близкий подход к дизайну персонажей, что создавалось ощущение переноса всех персонажей из одного сюжета в другой. Тем не менее обозреватель увидел в первых сериях экранизации неплохой потенциал к развитию драмы и сравнительно небольшой — к романтике. Ник Кример объяснял такое сходство в характерах персонажей склонностью мангаки вторично использовать основные сюжетные составляющие своих предыдущих работ. Терон Мартин также указывал, что сравнение Mix с более ранними работами проходит далеко не в пользу последнего.
В целом рецензенты признали, что сама экранизация была выполнена не на уровне своих предшественников. По мнению Кримера, местами создавалось ощущение затянутости экранного действия, поскольку мультипликаторы слишком буквально подошли к следованию повествовательному подходу Адати в манге. Критик оценил такой шаг весьма неловким и отметил, что предпочёл бы в подобном спокойном ритме читать оригинальный комикс, нежели смотреть аниме. Ребекка Сильверман высказала схожее мнение: признавая умение Адати к постепенному развитию характеров персонажей и большому вниманию к деталям, она охарактеризовала темп сериала как отталкивающий.